# Mammón

The Worship of Mammon ("La adoración de Mammón"), de Evelyn De Morgan (1909).

Mammón o Mamón es un término utilizado solo en el Nuevo Testamento  para describir la riqueza o avaricia material.

## Etimología
מָמוֹנָא (māmōnā) es una palabra aramea que significa ‘dios de la avaricia’, su etimología es un demonio al cual denominan como Mammón, representando uno de los pecados capitales como lo es la avaricia. En griego es πλεονεξία, ας, ἡ , pleonexia. Definición: avaricia, avaricias, avidez, ventaja, codicia. En latín es avaritia, es el afán o deseo desordenado de poseer riquezas, bienes u objetos de valor abstracto. La transcripción griega para mammón es μαμωνάς (mamonás), y puede encontrarse en el Sermón de la montaña (durante el discurso sobre la ostentación) y en la parábola del administrador injusto. Otros eruditos sugieren que mammón procede del término fenicio momon («beneficio» o «utilidad»).[cita requerida]

## Personificaciones

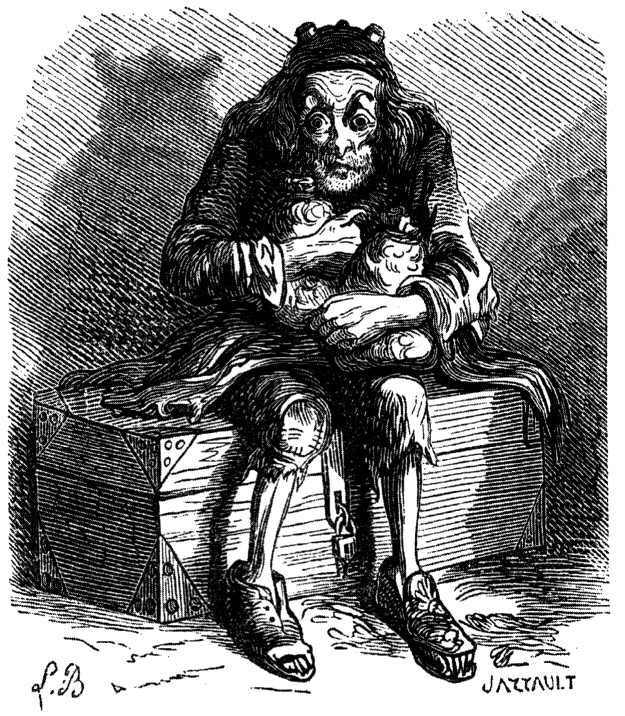
Mammón representado por Collin de Plancy en su Dictionnaire Infernal

### Usos en la Biblia
«No os hagáis tesoros en la tierra, donde la polilla y el orín corrompen y donde ladrones minan y hurtan, sino haceos tesoros en el cielo, donde ni la polilla ni el orín corrompen, y donde ladrones no minan ni hurtan. Porque donde esté vuestro tesoro, allí estará también vuestro corazón [...] Ninguno puede servir a dos señores; porque o aborrecerá al uno y amará al otro, o estimará al uno y menospreciará al otro. No podéis servir a Dios y a Mamón».
Mateo 6:19-21.24.

En la Biblia, Mammón se personifica como símbolo de las riquezas en Lucas, y Mateo. En algunas traducciones aparece como Mammón, pero en otras se traduce como «abundancia deshonesta» o similar, dando así a entender que lo que quiso decir Jesús fue que no se puede servir a Dios y a las riquezas, en el sentido de estar esclavizado por el amor al dinero.

### Edad Media
Durante la Edad Media, Mammón fue personificado comúnmente como el demonio de la avaricia, de la riqueza y de la injusticia. Así Pedro Lombardo (II, dist. 6) dice, 

Riquezas es llamado por el nombre de un diablo, a saber Mammón, para Mammón es el nombre de un diablo, por quien las riquezas conocidas son llamadas según la lengua siria.

En la obra medieval inglesa Piers Plowman (Pedro el Labrador) también se cita a Mammón como deidad.[cita requerida] Nicolás de Lira comenta respecto al pasaje en Lucas: 

Mamon est nomen daemonis
Mammón es el nombre de un demonio.

Mammón equivale al dios griego Hades y al romano Dis Pater, en su descripción, y es probable que hasta cierto punto se base en ellos, especialmente porque Plutón/Hades era el guardián de las abundancias de la tierra y por los lobos, que en la Edad Media se asocian con la avaricia. Santo Tomás de Aquino describió metafóricamente el pecado de la avaricia como "Mammón, que era ascendido desde el infierno por un lobo, viniendo a inflamar el corazón humano con su avaricia".
Asimismo, se alude a él en el Paraíso perdido de John Milton, en donde se le ve como un ángel que, gozando de los privilegios de estar en el cielo, lo único que contempla de sus bellezas es el oro con que están hechas las calles de la ciudad divina. En la versión de Milton, se alía con Satanás y Belcebú para luchar contra los ejércitos de Dios. Según el texto, fue el encargado de sembrar en el hombre la codicia de excavar la tierra para extraer de ella sus tesoros. 

### Modernidad

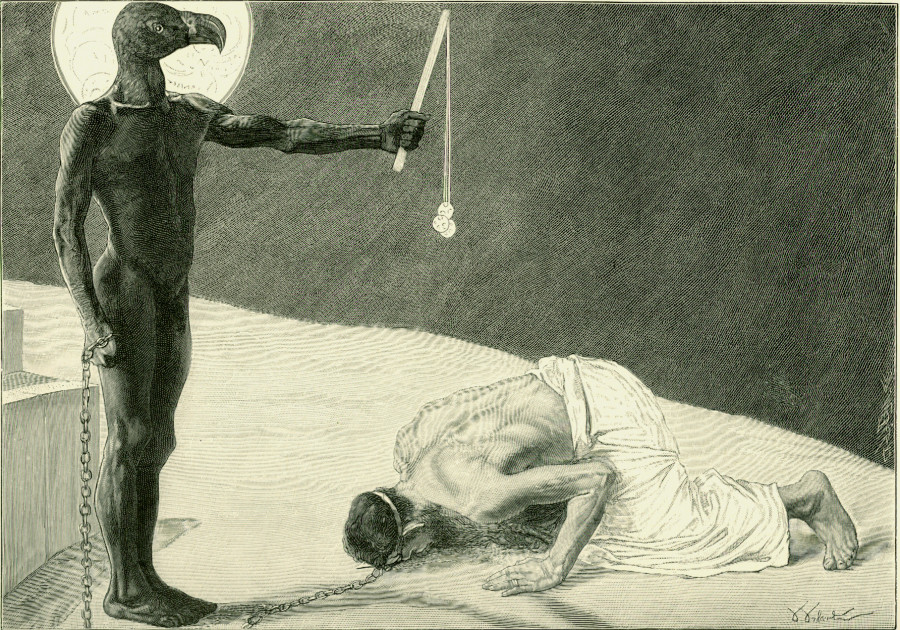
Mammón y su esclavo, de Sascha Schneider.

Hasta el momento no se ha encontrado ningún rastro de cualquier dios de Siria con tal nombre, y la identificación literaria común del nombre como un dios de la avaricia proviene probablemente de la obra de Edmund Spenser (1552-1599) The faerie Queene (La Reina de las Hadas), donde Mammón supervisa una cueva de la abundancia. Textos últimos del ocultismo como el Dictionnaire infernal de Plancy describen a Mammón como embajador del infierno en Inglaterra. Para Thomas Carlyle en su Evangelio del Mamonismo, Mammón se convirtió en simplemente una personificación metafórica del materialismo del siglo XIX. Asimismo, Rubén Darío utiliza la expresión "culto de Mammón" como metáfora del culto al dinero. En su poema A Roosevelt, dice sobre EE. UU.: "Juntáis al culto de Hércules el culto de Mammón", simbolizando con ello que la fuerza militar de EE. UU. iría de la mano con un afán de riquezas o con la entronización del dinero como un valor moral. También Gottfried Feder, representante del ala anticapitalista del nazismo y uno de los principales teóricos económicos del partido, definía el mamonismo en 1919 en su popular Manifiesto contra la usura y el quebrantamiento de la servidumbre del interés del dinero como "epidemia devastadora" y "veneno corrosivo" del capitalismo prestamista.
Según el papa Benedicto XVI en su homilía de la catedral de Velletri, pronunciada el 23 de septiembre de 2007, «la palabra que usa el evangelio de Lucas 16.13, para decir dinero - Mamona- es de origen fenicio y evoca seguridad económica y éxito en los negocios. En definitiva -dice Jesús— hay que decidirse: "No podéis servir a Dios y al dinero". Por consiguiente es necesario una decisión fundamental para elegir entre Dios y mamona, es preciso elegir entre la lógica del lucro como criterio último de nuestra actividad y la lógica del compartir y de la solidaridad».

## En la cultura popular

### El Libro de Mozilla
Mammón es mencionado en el huevo de Pascua llamado El Libro de Mozilla, que está insertado en los navegadores Firefox, Netscape y Flock, entre otros; y describe pasajes de la historia de Netscape y la Fundación Mozilla relatados de un modo similar al Libro del Apocalipsis. Los pasajes suelen tratar la lucha entre una bestia y Mammón, en donde la bestia se refiere a Netscape y Mammón a Internet Explorer. El apelativo de este último es una referencia al poder económico que Microsoft utilizó para ganarle a Netscape la guerra de navegadores.

### Digimon
El Digimon llamado Barbamonquien es uno de los miembros de los Siete Grandes Señores Demonioque se sublevaron contra el Dios del Mundo Digital, está inspirado tanto en Mammón como en Barbatos, siendo el representante del pecado capital de la avaricia. Su técnica principal es el Pandemonio Perdido.